# Zaborze (Pułtusk)
Pour les articles homonymes, voir Zaborze.
Zaborze (prononciation : [zaˈbɔʐɛ]) est un village polonais de la gmina de Pokrzywnica dans le powiat de Pułtusk de la voïvodie de Mazovie dans le centre-est de la Pologne.
Il se situe à environ 5 kilomètres à l'est de Pokrzywnica (siège de la gmina), 9 kilomètres au sud de Pułtusk (siège de le powiat) et à 46 kilomètres au nord de Varsovie (capitale de la Pologne).
Le village compte approximativement une population de 55 habitants en 2009.

## Histoire
De 1975 à 1998, le village appartenait administrativement à la voïvodie de Ciechanów.